# 天塩山地
天塩山地（てしおさんち）は、北海道北部をほぼ南北に走る山地。天塩川西側を走っており、留萌振興局、上川総合振興局、空知総合振興局に跨っている。北見山地、石狩山地、夕張山地、日高山脈などとともに北海道の南北に貫く蝦夷山系をなしている。樹林限界が頂上付近であり地味な山地である。

## 天塩山地を構成する山岳
北部山岳より記す。小数点以下が記載された座標は最高点に位置する三角点の座標。三角点の等級は本来漢数字であるが、再配列可能な表のためアラビア数字で表記している。
ピッシリ山と三頭山は北海道百名山および北海道の百名山に選定されている。
| 名称                    | 標高      | 三角点 | 点名     | 位置                                                                | 源流                                               |
| ----------------------- | --------- | ------ | -------- | ------------------------------------------------------------------- | -------------------------------------------------- |
| 民安山                  | 181.7 m   | 1等    | 保呂志里 | 北緯44度50分22秒 東経141度49分51秒 / 北緯44.83944度 東経141.83083度 | サラキシ十四号川 トコツナイ川                      |
| 国寧布山                | 403.9 m   | 2等    | 國寧布山 | 北緯44度47分07秒 東経141度59分27秒 / 北緯44.78528度 東経141.99083度 | ニオ川 コクネップ川 三十号川                       |
| 礼士辺山                | 417.5 m   | 2等    | 礼士辺山 | 北緯44度43分12秒 東経141度59分44秒 / 北緯44.72000度 東経141.99556度 | ルベシベ川 ペンケシップ川 ウツツ川                 |
| 鬼刺山                  | 728.1 m   | 1等    | 鬼刺岳   | 北緯44度41分38秒 東経142度09分37秒 / 北緯44.69389度 東経142.16028度 | 鬼刺辺川 物満内川 知良志内川                       |
| 上沢山                  | 406.4 m   | 2等    | 上沢山   | 北緯44度39分29秒 東経141度59分52秒 / 北緯44.65806度 東経141.99778度 | ペンケホロベツ川 パンケホロベツ川 オソウシュナイ川 |
| 川尻山                  | 314.9 m   | 3等    | 川尻山   | 北緯44度38分40秒 東経142度02分00秒 / 北緯44.64444度 東経142.03333度 | オソウシュナイ川 ワッカウエンベツ川                |
| 志見山                  | 346.4 m   | 4等    | 志見山   | 北緯44度37分45秒 東経142度03分58秒 / 北緯44.62917度 東経142.06611度 | 堺川                                               |
| 白満布                  | 550.1 m   | 3等    | 白満布   | 北緯44度37分40秒 東経142度10分30秒 / 北緯44.62778度 東経142.17500度 | 物満内川 クチャコロ川                              |
| 胡桃山                  | 433.2 m   | 2等    | 胡桃沢   | 北緯44度36分15秒 東経142度04分57秒 / 北緯44.60417度 東経142.08250度 | 胡桃沢川 レイケ川                                  |
| 風烈山                  | 410.1 m   | 1等    | 風烈山   | 北緯44度35分15秒 東経141度55分28秒 / 北緯44.58750度 東経141.92444度 | イッセンの沢 共成第四の沢川                        |
| 小車岳                  | 724.3 m   | 2等    | 小車岳   | 北緯44度34分09秒 東経142度11分53秒 / 北緯44.56917度 東経142.19806度 | 小車沢川 パン布袋川                                |
| 布袋山                  | 707 m     | --     | --       | 北緯44度33分06秒 東経142度12分04秒 / 北緯44.55167度 東経142.20111度 | オテレコッペ川 パン布袋川                          |
| 三ッ山 (アシユシヌプリ) | 550.4 m   | 3等    | 上遠別   | 北緯44度32分35秒 東経141度59分29秒 / 北緯44.54306度 東経141.99139度 | 遠別川                                             |
| パンケカッチヌプリ      | 541 m     | --     | --       | 北緯44度31分08秒 東経142度00分32秒 / 北緯44.51889度 東経142.00889度 | 遠別川                                             |
| ペンケカッチヌプリ      | 552 m     | --     | --       | 北緯44度30分14秒 東経142度00分55秒 / 北緯44.50389度 東経142.01528度 | 遠別川                                             |
| 滝沢山                  | 651.3 m   | 1等    | 滝沢山   | 北緯44度30分55秒 東経142度13分12秒 / 北緯44.51528度 東経142.22000度 | ソウシュベツ川 安平志内川                          |
| 茶古志山                | 701.1 m   | 3等    | 茶古志   | 北緯44度30分54秒 東経142度06分17秒 / 北緯44.51500度 東経142.10472度 | 茶古志内川 ワッカウエンベツ川 濁川                 |
| 老楽山                  | 473.3 m   | 3等    | 老楽山   | 北緯44度30分10秒 東経141度53分48秒 / 北緯44.50278度 東経141.89667度 | 遠別川 茂初山別川                                  |
| 阿部志内                | 896.1 m   | 2等    | 阿部志内 | 北緯44度28分48秒 東経142度06分43秒 / 北緯44.48000度 東経142.11194度 | 熊ノ沢川 安平志内川 ブトカマベツ川                 |
| 千代田山                | 334.3 m   | 1等    | 勢多湖山 | 北緯44度27分51秒 東経141度50分28秒 / 北緯44.46417度 東経141.84111度 | --                                                 |
| 辺恵岳                  | 557.4 m   | 2等    | 辺恵岳   | 北緯44度27分53秒 東経141度55分08秒 / 北緯44.46472度 東経141.91889度 | 遠別川 初山別川                                    |
| 苦頓別山                | 649.1 m   | 2等    | 苦頓別   | 北緯44度27分35秒 東経142度11分34秒 / 北緯44.45972度 東経142.19278度 | 安平志内川 クトンベツ沢川                          |
| 烏帽子岳                | 578.9 m   | 3等    | 烏帽子岳 | 北緯44度26分54秒 東経141度58分40秒 / 北緯44.44833度 東経141.97778度 | 遠別川                                             |
| 椴虫山                  | 854.8 m   | 3等    | 椴虫山   | 北緯44度26分19秒 東経142度06分04秒 / 北緯44.43861度 東経142.10111度 | 遠別川                                             |
| シートートムシメヌ山    | 799 m     | --     | --       | 北緯44度25分48秒 東経142度04分46秒 / 北緯44.43000度 東経142.07944度 | 遠別川 カルウシナイ川                              |
| 築別岳                  | 653.3 m   | 2等    | 築別岳   | 北緯44度24分17秒 東経142度00分00秒 / 北緯44.40472度 東経142.00000度 | 築別川                                             |
| 相志内向岳              | 637.5 m   | 2等    | 留止辺内 | 北緯44度24分15秒 東経142度08分38秒 / 北緯44.40417度 東経142.14389度 | --                                                 |
| 下沢山                  | 602.7 m   | 3等    | 下沢山   | 北緯44度24分14秒 東経142度18分50秒 / 北緯44.40389度 東経142.31389度 | ウルベシ川 智南川                                  |
| ピッシリ山              | 1,031.5 m | 1等    | 比後岳   | 北緯44度21分20秒 東経142度01分55秒 / 北緯44.35556度 東経142.03194度 | エビシオマップ川 羽幌川 遠別川                     |
| 釜ヶ渕岳                | 925.2 m   | 3等    | 釜淵岳   | 北緯44度21分08秒 東経142度04分11秒 / 北緯44.35222度 東経142.06972度 | --                                                 |
| 熊岳                    | 1,025 m   | --     | --       | 北緯44度20分40秒 東経142度02分50秒 / 北緯44.34444度 東経142.04722度 | 待宵沢川 エビシオマップ川 石油沢川                 |
| 北稲練山                | 605.2 m   | 3等    | 北稲練   | 北緯44度19分25秒 東経142度01分59秒 / 北緯44.32361度 東経142.03306度 | --                                                 |
| 朱鞠内岳                | 447.7 m   | 2等    | 朱満里内 | 北緯44度19分31秒 東経142度07分39秒 / 北緯44.32528度 東経142.12750度 | --                                                 |
| 白地畑山                | 516 m     | --     | --       | 北緯44度18分23秒 東経142度03分25秒 / 北緯44.30639度 東経142.05694度 | --                                                 |
| 白地畝山                | 580.2 m   | 3等    | 左三股   | 北緯44度18分03秒 東経142度04分41秒 / 北緯44.30083度 東経142.07806度 | 石油沢川 中股沢川                                  |
| 耶以様内岳              | 448.2 m   | 3等    | 耶以様内 | 北緯44度16分57秒 東経142度10分43秒 / 北緯44.28250度 東経142.17861度 | --                                                 |
| 羽幌岳                  | 649.2 m   | 2等    | 羽幌岳   | 北緯44度15分53秒 東経142度01分39秒 / 北緯44.26472度 東経142.02750度 | 羽幌川 朱鞠内川                                    |
| 朗音山                  | 424.2 m   | 2等    | 朗音山   | 北緯44度15分43秒 東経141度52分39秒 / 北緯44.26194度 東経141.87750度 | 照葉沢川 チエボツナイ川                            |
| 多寄山                  | 452.7 m   | 1等    | 多寄山   | 北緯44度14分44秒 東経142度20分02秒 / 北緯44.24556度 東経142.33389度 | ポンイパノマップ川                                 |
| 相雲内岳                | 607.9 m   | 2等    | 相雲内   | 北緯44度13分58秒 東経142度06分30秒 / 北緯44.23278度 東経142.10833度 | --                                                 |
| 上古丹別山              | 512.4 m   | 3等    | 上古丹別 | 北緯44度13分50秒 東経142度01分42秒 / 北緯44.23056度 東経142.02833度 | 二股川 羽幌川                                      |
| 智保内山                | 436.7 m   | 2等    | 智保内山 | 北緯44度12分23秒 東経141度57分30秒 / 北緯44.20639度 東経141.95833度 | キッコウの沢川                                     |
| 古丹別山                | 383.3 m   | 1等    | 古丹別山 | 北緯44度11分29秒 東経141度51分19秒 / 北緯44.19139度 東経141.85528度 | 三毛別川 アノトロマ川                              |
| 下古丹別山              | 388.5 m   | 3等    | 下古丹別 | 北緯44度10分38秒 東経142度01分32秒 / 北緯44.17722度 東経142.02556度 | --                                                 |
| 三毛別                  | 296.7 m   | 3等    | 三毛別   | 北緯44度10分39秒 東経141度48分47秒 / 北緯44.17750度 東経141.81306度 | 三毛別川                                           |
| 小平蘂岳                | 960.4 m   | 2等    | 小平蘂岳 | 北緯44度09分43秒 東経142度04分30秒 / 北緯44.16194度 東経142.07500度 | 五線川 ケチカウエンオビラシベ川                    |
| 温根山                  | 380.5 m   | 3等    | 温根山   | 北緯44度09分11秒 東経141度45分38秒 / 北緯44.15306度 東経141.76056度 | 温寧川                                             |
| 音根別山                | 620.5 m   | 2等    | 音根別山 | 北緯44度08分42秒 東経142度11分11秒 / 北緯44.14500度 東経142.18639度 | 九線川                                             |
| 三毛別山                | 445.9 m   | 3等    | 三毛別山 | 北緯44度08分16秒 東経141度49分37秒 / 北緯44.13778度 東経141.82694度 | ウエンナイ沢                                       |
| 大天狗岳                | 567.0 m   | 2等    | 天狗岳   | 北緯44度07分09秒 東経141度54分51秒 / 北緯44.11917度 東経141.91417度 | サンケマップ沢川 十五線沢川                        |
| 佐官別山                | 415 m     | --     | --       | 北緯44度06分53秒 東経141度51分06秒 / 北緯44.11472度 東経141.85167度 | --                                                 |
| 登突山                  | 352.9 m   | 1等    | 登突山   | 北緯44度07分10秒 東経141度44分14秒 / 北緯44.11944度 東経141.73722度 | --                                                 |
| 鬼鹿山                  | 366 m     | --     | --       | 北緯44度06分43秒 東経141度46分13秒 / 北緯44.11194度 東経141.77028度 | 温寧川 大椴子川                                    |
| 知布志内山              | 487.3 m   | 2等    | 知布志内 | 北緯44度06分03秒 東経141度49分26秒 / 北緯44.10083度 東経141.82389度 | 三毛別川                                           |
| 小平蘂山                | 877.7 m   | 3等    | 小平蘂   | 北緯44度06分08秒 東経142度03分09秒 / 北緯44.10222度 東経142.05250度 | 小平蘂川 奥記念別川 雨煙別川                       |
| 三頭山                  | 1,009.1 m | 1等    | 三頭山   | 北緯44度05分30秒 東経142度05分09秒 / 北緯44.09167度 東経142.08583度 | 雨煙別川 一線川                                    |
| 上計念別山              | 419.3 m   | 3等    | 上記念別 | 北緯44度04分39秒 東経141度59分22秒 / 北緯44.07750度 東経141.98944度 | 照江ノ沢川                                         |
| 中記念別山              | 422.6 m   | 3等    | 中紀念別 | 北緯44度02分35秒 東経141度56分55秒 / 北緯44.04306度 東経141.94861度 | 宿場ノ沢川                                         |
| 下記念別山              | 283.4 m   | 2等    | 下計念別 | 北緯44度02分13秒 東経141度52分54秒 / 北緯44.03694度 東経141.88167度 | --                                                 |
| 剣淵山                  | 433.8 m   | 2等    | 剣淵山   | 北緯44度04分27秒 東経142度16分06秒 / 北緯44.07417度 東経142.26833度 | 三線川                                             |
| 犬牛別山                | 745.9 m   | 2等    | 犬志別山 | 北緯44度04分09秒 東経142度11分17秒 / 北緯44.06917度 東経142.18806度 | 五線川 マムシノ沢川                                |
| 坊主山                  | 743 m     | --     | --       | 北緯44度03分49秒 東経142度10分36秒 / 北緯44.06361度 東経142.17667度 | 五線川                                             |
| 長留内岳                | 729.0 m   | 2等    | 尾去内岳 | 北緯44度01分47秒 東経142度05分25秒 / 北緯44.02972度 東経142.09028度 | ニセイパロマップ川 長留内川                        |
| 達布山                  | 406.4 m   | 3等    | 太武古布 | 北緯44度01分08秒 東経141度50分21秒 / 北緯44.01889度 東経141.83917度 | ポン沖内川 道添ノ沢川 熊ノ沢                       |
| オキョエナイガワ        | 672.6 m   | 3等    | 尾去内川 | 北緯44度00分43秒 東経142度03分36秒 / 北緯44.01194度 東経142.06000度 | --                                                 |
| 辺乙部山                | 532.3 m   | 2等    | 辺乙部山 | 北緯44度00分35秒 東経142度14分37秒 / 北緯44.00972度 東経142.24361度 | 雨煙内川 十一線川 西和川                           |
| ペケット山              | 346 m     | --     | --       | 北緯44度00分17秒 東経142度11分21秒 / 北緯44.00472度 東経142.18917度 | --                                                 |
| 沖内山                  | 583 m     | --     | --       | 北緯43度59分10秒 東経141度49分48秒 / 北緯43.98611度 東経141.83000度 | 沖内川                                             |
| 坊主山                  | 776.1 m   | 3等    | 白鳥山   | 北緯43度58分04秒 東経142度01分44秒 / 北緯43.96778度 東経142.02889度 | 右大股川 坊主の沢川                                |
| 嚙伊尻                  | 577.4 m   | 2等    | 噛伊尻   | 北緯43度57分40秒 東経142度20分39秒 / 北緯43.96111度 東経142.34417度 | 十五線川 菊水川 昇竜川 オサラッペ川                |
| 伊阿根山                | 576.4 m   | 3等    | 伊阿根山 | 北緯43度57分24秒 東経142度18分24秒 / 北緯43.95667度 東経142.30667度 | 北星川                                             |
| ポロシリ山              | 730.2 m   | 1等    | 翁居岳   | 北緯43度57分45秒 東経141度50分10秒 / 北緯43.96250度 東経141.83611度 | 沖内川 タルマップ川 中幌糠川                       |
| シラッケ山              | 625 m     | --     | --       | 北緯43度56分54秒 東経142度13分42秒 / 北緯43.94833度 東経142.22833度 | 砂利川 拓北川                                      |
| 冬路山                  | 625.1 m   | 1等    | 冬路山   | 北緯43度56分32秒 東経142度11分45秒 / 北緯43.94222度 東経142.19583度 | 拓北川                                             |
| 凡糠山                  | 261.9 m   | 3等    | 凡糠山   | 北緯43度55分30秒 東経141度44分36秒 / 北緯43.92500度 東経141.74333度 | 林の川 十五線川                                    |
| 奴布山                  | 676.8 m   | 2等    | 奴布山   | 北緯43度54分53秒 東経142度02分23秒 / 北緯43.91472度 東経142.03972度 | ポンニタシベツ川 御料沢川                          |